# Fynbos-Goldmull
Der Fynbos-Goldmull (Amblysomus corriae) ist eine Art der Goldmulle, sein Verbreitungsgebiet erstreckt sich entlang der Küstenregion der südafrikanischen Provinzen West- und Ostkap. Dort konnte er allerdings bisher nur an etwas mehr als einem Dutzend Lokalitäten nachgewiesen werden, die sich auf zwei Populationen verteilen. Fynbos-Goldmulle zeichnen sich wie die anderen Goldmulle auch durch einen charakteristisch spindelförmigen Körper aus, der keine äußerlich sichtbaren Ohren und ebenfalls keinen Schwanz aufweist. Markant sind auch die kräftigen Klauen, die dem Fynbos-Goldmull das Graben im Erdreich ermöglichen. Er ernährt sich von Insekten, seine Lebensweise ist aber nur wenig erforscht. Die Art wurde zwar bereits 1905 beschrieben, im Laufe der Zeit jedoch meist anderen Vertretern der Goldmulle zugewiesen. Erst im Jahr 1996 erfolgte wieder die Anerkennung als eigenständige Form. Der Bestand des Fynbos-Goldmulls wird als potentiell gefährdet eingeschätzt.

## Merkmale

### Habitus
Der Fynbos-Goldmull repräsentiert einen mittelgroßen Vertreter der Kupfergoldmulle (Amblysomus). Bei 43 untersuchten Individuen variierte die Kopf-Rumpf-Länge von 10,8 bis 13 cm, das Gewicht reichte von 46 bis 64 g. Ein markanter Geschlechtsdimorphismus ist nicht ausgebildet, Männchen sind aber durchschnittlich etwas größer als Weibchen. Charakteristische Merkmale aller Goldmulle finden sich in dem äußerlich nicht sichtbaren Schwanz und dem Fehlen der Ohrmuscheln, zudem ist der Körper auffallend spindelförmig gestaltet. Insgesamt ähnelt der Fynbos-Goldmull dem Hottentotten-Goldmull (Amblysomus hottentotus), sein Fell ist aber etwas dunkler getönt. Am Rücken hat es eine rauchig-schwarze bis rötlichbraune Färbung, es hellt am Bauch in ein Braungrau bis Fahlorange auf. Die Einzelhaare werden 8 bis 9 mm lang. An der Basis haben sie eine schiefergraue Färbung, die Spitzen sind schillernd schwarz- bis rotbraun. Kurz vor der Spitze tritt zusätzlich ein braungraues Band auf. Schnauze und Wangen zeichnen sich durch eine hellere Tönung als der Rücken aus, im Bereich der Augen treten teilweise schmale gelbbraune Flecken auf. Die Gliedmaßen sind robust gebaut, vorn enden sie in vierstrahlige Hände, hinten in fünfstrahlige Füße. Alle Strahlen tragen kräftige Krallen, die mittlere (dritte) der Hand ist dabei besonders robust entwickelt. Sie besitzt eine Basisbreite von 4,5 bis 5,6 mm und eine Gesamtlänge von 13 bis 15 mm. Insgesamt erscheint sie etwas schlanker als die des Hottentotten-Goldmulls. Die Hinterfußlänge liegt bei 12 bis 16 mm.

### Schädel- und Gebissmerkmale
Die Schädellänge beträgt 25,3 bis 28,9 mm, die Breite 14,7 bis 16,9 mm. Unterschiede zwischen Männchen und Weibchen in Bezug auf einzelne Schädelmaße sind nicht vorhanden. Allgemein ist der Schädel im Vergleich etwas länger als beim Hottentotten-Goldmull, das Verhältnis der Breite zur Länge liegt bei unter 59 %. Dementsprechend ist auch das Gaumenbein etwas länger gestaltet. Das Gebiss umfasst insgesamt 36 Zähne und besitzt folgende Zahnformel: {\displaystyle {\frac {3.1.3.2}{3.1.3.2}}}. Der hinterste Molar ist in der Regel nicht ausgebildet. Die unteren Mahlzähne zeigen ein jeweils gut ausgebildetes Talonid. Der vorderste Prämolar ist durch sein zweihöckeriges Aussehen bicuspid oder sectorial gestaltet. Der Länge der Zahnreihe vom oberen Eckzahn zum oberen zweiten, hinteren Backenzahn bemisst sich auf 5,6 bis 7 mm.

## Verbreitung

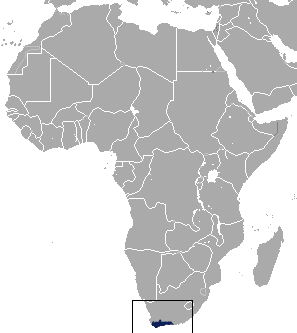
Verbreitungsgebiet (blau, im Kasten) des Fynbos-Goldmulls

Der Fynbos-Goldmull ist endemisch in Afrika verbreitet und kommt in einem eng begrenzten Gebiet in Südafrika entlang der Südküste von der Weinregion in der Provinz Westkap bis nach Humansdorp in Ostkap vor. Weiter östlich wird der Fynbos-Goldmull vom Hottentotten-Goldmull abgelöst. Das gesamte Verbreitungsgebiet erstreckt sich auf rund 20.000 km² in Höhenlagen von 10 bis 1200 m über dem Meeresspiegel. Innerhalb von diesem ist die Art aber nur von 16 Lokalitäten belegt, die eine Fläche von insgesamt rund 256 km² einnehmen. Die Lokalitäten verteilen sich auf Habitate mit sandigen und leicht lehmigen Böden innerhalb der Fynbos- und Renosterveld-Vegetationszonen. Im südlichen Teil des Verbreitungsgebietes besiedeln die Tiere auch montane Waldlandschaften, darüber hinaus sind sie ebenfalls in Savannengebieten anzutreffen. In weiten Teilen der bewohnten Landschaften lebt der Fynbos-Goldmull sympatrisch mit Duthies Goldmull (Chlorotalpa duthieae), letzterer bevorzugt aber dichtere Wälder und somit ein unterschiedliches Mikrohabitat. Bei Stellenbosch kommt es auch zu einem gemeinsamen Auftreten mit dem Kap-Goldmull (Chrysochloris asiatica), hier nutzt der Fynbos-Goldmull aber feuchtere Böden. Er ist auch in Gärten, auf Plantagen und in kultivierten Landschaften anzutreffen, allerdings nimmt die Populationsdichte dann ab. Lokal kann er recht häufig sein, quantitative Daten liegen jedoch nicht vor.

## Lebensweise
Über die Lebensweise des Fynbos-Goldmulls liegen nur wenige Informationen vor. Die Tiere sind einzelgängerisch mit Ausnahme von Mutter- und Jungtier-Gemeinschaften. Die hauptsächliche Aktivität findet nachts statt. Die Art ernährt sich von Insekten. Einzelne untersuchte Mageninhalte enthielten kleinere Regenwürmer, darüber hinaus auch von Zikaden und Hundertfüßern. In menschlicher Gefangenschaft verzehrten die Tiere auch Mehlwürmer, Grashüpfer und junge Mäuse. Die Nahrung sucht der Fynbos-Goldmull unterirdisch in Tunneln nur wenig unterhalb der Erdoberfläche. Nur gelegentlich kommt er dabei an die Erdoberfläche, verschwindet aber wieder im Erdreich, noch bevor er seine Beute vertilgt. Teilweise wird die Beutesuche mit weichen, tschilpenden Lautäußerungen begleitet. Trächtige Weibchen wurden bisher im Mai, August und Dezember beobachtet, was eine jahreszeitlich unabhängige Fortpflanzung annehmen lässt. In der Regel kommen je Wurf zwei Jungtiere zur Welt, die als Nesthocker haarlos sind. Einzelne Tiere werden gelegentlich von der Schleiereule erbeutet.

## Systematik
Der Fynbos-Goldmull ist eine Art aus der Gattung der Kupfergoldmulle (Amblysomus), der weitere fünf  Mitglieder angehören. Dadurch stellen die Kupfergoldmulle die variantenreichste Gruppe innerhalb der Familie der Goldmulle (Chrysochloridae) dar. Die Goldmulle sind eine endemisch in Afrika verbreitete Gruppe kleinerer, bodengrabender Säugetiere aus der Überordnung der Afrotheria. Sie bewohnen hauptsächlich das südliche Afrika, einige wenige Arten kommen auch im östlichen oder zentralen Afrika vor. Ihre stark spezialisierte Lebensweise führt dazu, dass die Habitate der einzelnen Arten von wenigen Ausnahmen abgesehen zumeist eng begrenzt sind. Es können innerhalb der Goldmulle zwei ökologische Gruppen unterschieden werden. Zu der einen gehören Formen trockener bis teils halbwüstenartiger Regionen wie etwa der Wüstengoldmull (Eremitalpa) oder die Kapgoldmulle (Chrysochloris). Auf der anderen Seite stehen die Bewohner offener Gras- und Savannenlandschaften sowie von Wäldern, beispielsweise die Kupfergoldmulle, die Riesengoldmulle (Chrysospalax) oder Arends’ Goldmull (Carpitalpa). Über die innere Gliederung der Familie herrscht keine vollständige Einigkeit. Häufig werden zwei oder drei Unterfamilien angenommen, die sich im Bau des Hammers im Mittelohr unterscheiden: die Amblysominae mit einem normal gebauten Malleus, die Chrysochlorinae mit einem stark verlängerten Kopf des Malleus und die Eremitalpinae mit einem kugelig aufgeblähten Kopf des Malleus. Die beiden letztgenannten werden aber teilweise auch zu einer Unterfamilie, den Chrysochlorinae, zusammengefasst. Allerdings konnte diese auf skelettanatomischen Unterschieden beruhende Untergliederung der Goldmulle bisher nicht vollständig durch genetische Befunde bestätigt werden. Molekulargenetischen Untersuchen zufolge gehören Neamblysomus und Carpitalpa in die unmittelbare Verwandtschaft von Amblysomus.
Es sind zwei Unterarten des Fynbos-Goldmulls bekannt:
- A. c. corriae Thomas, 1905; verbreitet in den Küstenebenen unterhalb der Outeniqua-, Kouga- und der Baviaanskloof-Berge etwa von George in der Provinz Westkap bis nach Humansdorp in Ostkap; der Rücken ist einheitlich rauchschwarz, der Bauch hell braungrau; es fehlt aber der deutlich rotbraune Einschlag an Seiten und Bauch, wie er beim Hottentotten-Goldmull (Amblysomus hottentotus) auftritt.
- A. c. devilliersi Roberts, 1946; von Stellenbosch und Paarl in Westkap ostwärts zu den Langeberg Mountains bei Riversdale und nordwärts bis Worcester, aber nicht bis in die trockene Karoo hinein; der Rücken ist rötlich-schwarz, zu den Seiten hin wird das Fell rötlicher, der Bauch ist rotbraun oder blass orange. In der Fellfärbung liegt eine stärkere Variation vor, was die Ausdehnung der rötlichbraunen Färbung angeht. Bei einigen Individuen ist sie nur auf einen kleinen Einschlag auf den Flanken beschränkt, bei anderen zieht sie sich bis auf den Rücken, sodass die dortige schwarzbraune Färbung nur als schmaler Mittelstreifen besteht; möglicherweise ist diese Variation aber mit dem Fellwechsel verbunden.

In der Anatomie des Schädels unterscheidet sich A. c. corriae durch eine deutlich schmalere Zwischenaugenregion und ein schmaleres und kürzeres Gaumenbein von A. c. devilliersi.
Die wissenschaftliche Erstbeschreibung der Art Amblysomus corriae erfolgte im Jahr 1905 durch Oldfield Thomas. Er nutzte dafür ein männliches Individuum, dass im gleichen Jahr von Charles Dunell Rudd während seiner Erkundungen in Südafrika bei Knysna in Westkap gesammelt und dem Natural History Museum in London übergeben worden war. Den Artzusatz corriae wählte Thomas zur Ehrung von Rudds Ehefrau Corrie Maria Wallace. Das Gebiet um Knysna ist dabei als die Typusregion von Amblysomus corriae anzusehen, die genaue systematische Stellung dieses Vertreters der Goldmulle war aber lange Zeit umstritten. Nur wenige Jahre später sah Robert Broom die Form als Unterart des Hottentotten-Goldmulls an (den er mit Chrysochloris hottentotus bezeichnete), während Alberto M. Simonetta ihr 1968 wiederum einen eigenen Artstatus zusprach. In der darauffolgenden Zeit galt sie zumeist als Unterart von Amblysomus iris, einer Population aus dem Zululand, die teilweise als „Zulu-Goldmull“ bezeichnet wurde. In einer morphometrischen Untersuchung von Schädeln der Gattung Amblysomus erkannte Gary N. Bronner dann 1996, dass die Typusform von Amblysomus iris deutlich näher mit dem Hottentotten-Goldmull verwandt ist und die damalige Unterart A. i. corriae markant in den Merkmalen von diesem abweicht. Die Form zeigt dabei stärkere Übereinstimmungen mit Goldmullen aus dem Westkap, die im Jahr 1946 von Austin Roberts unter der Bezeichnung Amblysomus hottentotus devilliersi als weitere Unterart des Hottentotten-Goldmulls eingeführt worden waren. Da sich gleichzeitig eine dritte Unterart von Amblysomus iris, A. i. septentrionalis, durch einen 34-paarigen Chromosomensatz von den meisten anderen Kupfergoldmullen mit ihrem 30-paarigen abhob, löste Bronner die Art auf und vereinte die beiden Unterarten A. i. corriae und A. h. devilliersi zu Amblysomus corriae. Er erhob den Vertreter der Kapgoldmulle dabei erneut in den Artstatus und gab ihm den Trivialnamen Fynbos-Goldmull (da „Zulu-Goldmull“ aufgrund der abweichenden Verbreitung inakzeptabel und der Alternativname „Knysna-Goldmull“ bereits forschungsgeschichtlich von einer anderen Art der Goldmulle belegt war).

## Gefährdung und Schutz
Die Landschaft, in der der Fynbos-Goldmull lebt, ist seit langer Zeit schon starken Veränderungen unterworfen, die durch land- und forstwirtschaftliche Erschließung sowie Ausweitung der menschlichen Siedlungen verursacht werden. Sofern die Eingriffe nicht zu gravierend sind, können die Tiere sich aber diesen Umgestaltungen anpassen. Darüber hinaus spielen auch die touristische Erschließung der Region und zudem gewisse klimatische Änderungen eine Rolle, die zu Verlust von günstigen Lebensräumen oder zum Rückgang von Einzelpopulationen führen. Lokal sind Vergiftungen und Vertreibungen durch Gartenpfleger oder Kunstgärtner beziehungsweise die Erbeutung von Individuen durch Haushunde und Hauskatzen von Bedeutung. Der Fynbos-Goldmull wird von der IUCN als „potenziell bedroht“ (near threatened) eingestuft. Beide Unterarten sind in einzelnen Naturschutzgebieten präsent, so A. c. corriae im Garden-Route-Nationalpark oder im Diepwalle-Waldreservat, A. c. devilliersi wiederum im Jonkershoek-Schutzgebiet oder vom Limietberg-Naturreservat.